# Дрење Брдовечко
Дрење Брдовечко је насељено место у саставу општине Брдовец у Загребачкој жупанији, Хрватска. До територијалне реорганизације у Хрватској налазило се у саставу старе загребачке приградске општине Запрешић.

## Становништво
На попису становништва 2011. године, Дрење Брдовечко је имало 685 становника.

## Попис1991.
На попису становништва 1991. године, насељено место Дрење Брдовечко је имало 660 становника, следећег националног састава:
| Попис 1991.‍ | Попис 1991.‍ | Попис 1991.‍ | Попис 1991.‍ | Попис 1991.‍ |
| ----------- | ----------- | ----------- | ----------- | ----------- |
|             |             |             |             |             |
| Хрвати      | Хрвати      |             | 641         | 97,12%      |
| Словенци    | Словенци    |             | 10          | 1,51%       |
| Албанци     | Албанци     |             | 2           | 0,30%       |
| Срби        | Срби        |             | 2           | 0,30%       |
| Југословени | Југословени |             | 1           | 0,15%       |
| Муслимани   | Муслимани   |             | 1           | 0,15%       |
| Словаци     | Словаци     |             | 1           | 0,15%       |
| Чеси        | Чеси        |             | 1           | 0,15%       |
| остали      | остали      |             | 1           | 0,15%       |
| укупно: 660 |             |             |             |             |